# William Tans'ur
William Tans'ur, in alcuni testi noto anche come Tansur, Tanzer o Letansur (Dunchurch, 6 novembre 1706 – St Neots, 7 ottobre 1783), è stato un compositore e insegnante inglese.

## Biografia
Nato nel 1706, William Tans'ur si sposò nel 1730 con Elizabeth Butler e si stabilì a Ewell, vicino Epsom. Insegnò salmodia in vari luoghi nel sud-est dell'Inghilterra prima di trasferirsi a St Neots, nel Cambridgeshire, dove lavorò come libraio e insegnante di musica e dove trascorse il resto della vita.

## Opere
La sua produzione comprende circa un centinaio di inni e un Te Deum. Il suo A New Musical Grammar del 1746 era ancora popolare nel corso del XIX secolo. Fra le sue composizioni si citano:
- A Compleat Melody, or The Harmony of Sion, 1734.
- The Melody of the Heart, 1737.
- Heaven on earth, or the Beauty of Holiness, 1738.
- Sacred Mirth, or the Pious Soul's Daily Delight, 1739.
- Poetical Meditations, 1740
- The Universal Harmony, containing the Whole Book of Psalms, 1743.
- The Royal Melody Compleat, 1754–5.
- The Psalm Singer's Jewel, or Useful Companion to the Book of Psalms, 1760.
- Melodia Sacra, or the Devout Psalmist's Musical Companion, 1771.
- The Elements of Music Displayed, 1772.